# Rheindelta (Bodensee)

Luftbild aus 300 m Höhe von Walter Mittelholzer (1920)

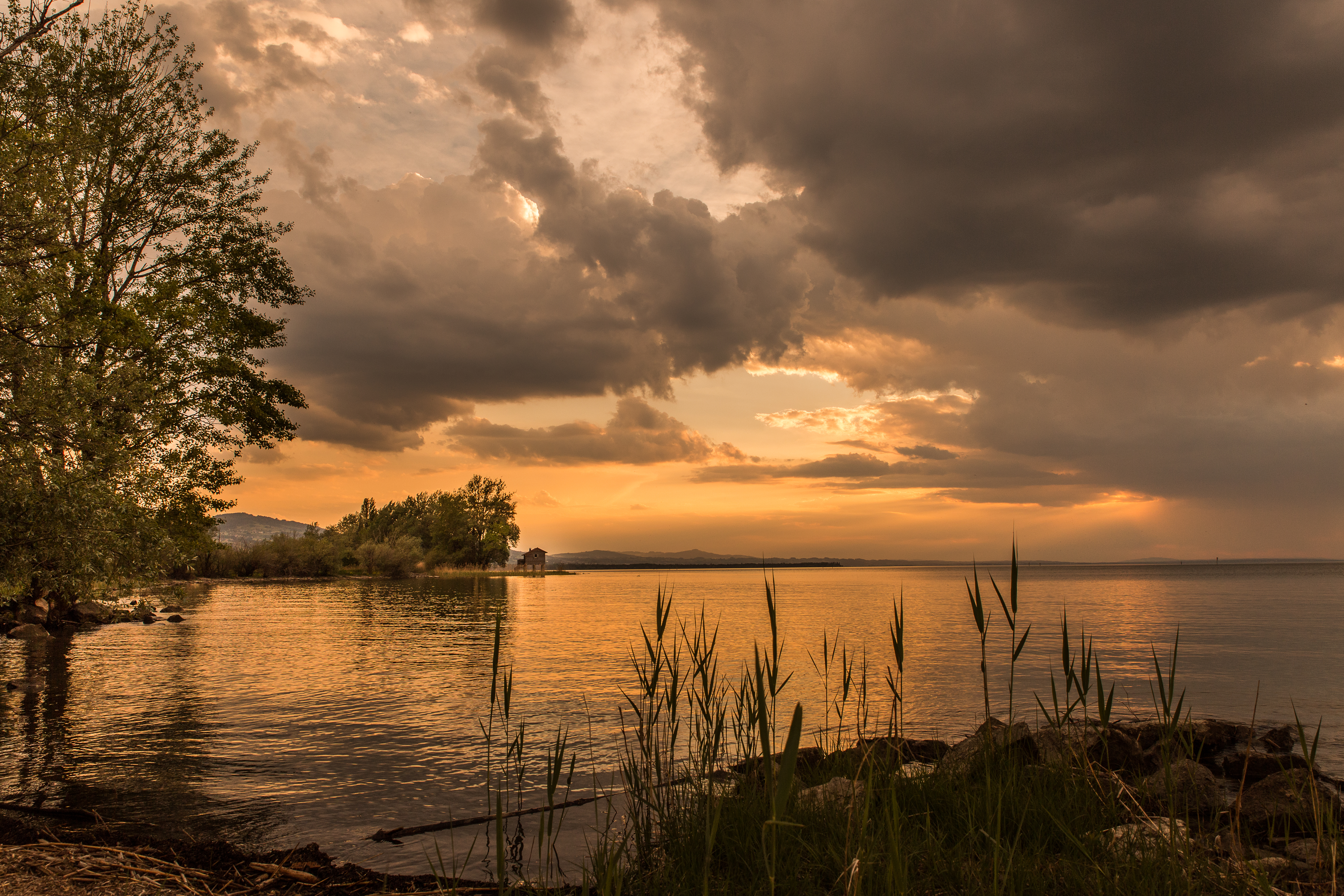
Rohrspitz im Rheindelta, Blick Richtung Rheinspitz

Das Rheindelta des Bodensees ist das Flussdelta am südöstlichen Bodenseeufer, das der Rhein (hier auch Alpenrhein genannt) in ehemaligem Seegebiet gebildet hat. Es liegt größtenteils im österreichischen Bundesland Vorarlberg, kleinere Gebiete liegen im Schweizer Kanton St. Gallen. Die beiden Halbinseln in den See heißen Rheinspitz (westlich) und Rohrspitz (östlich).

## Lage

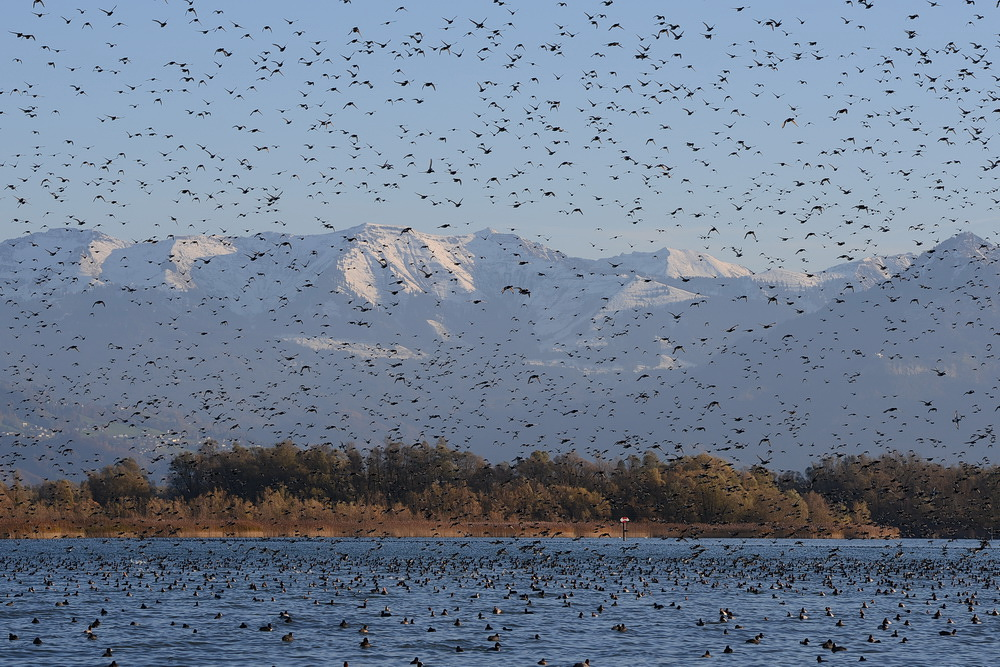
Wasservogelscharen in der Fußacher Bucht

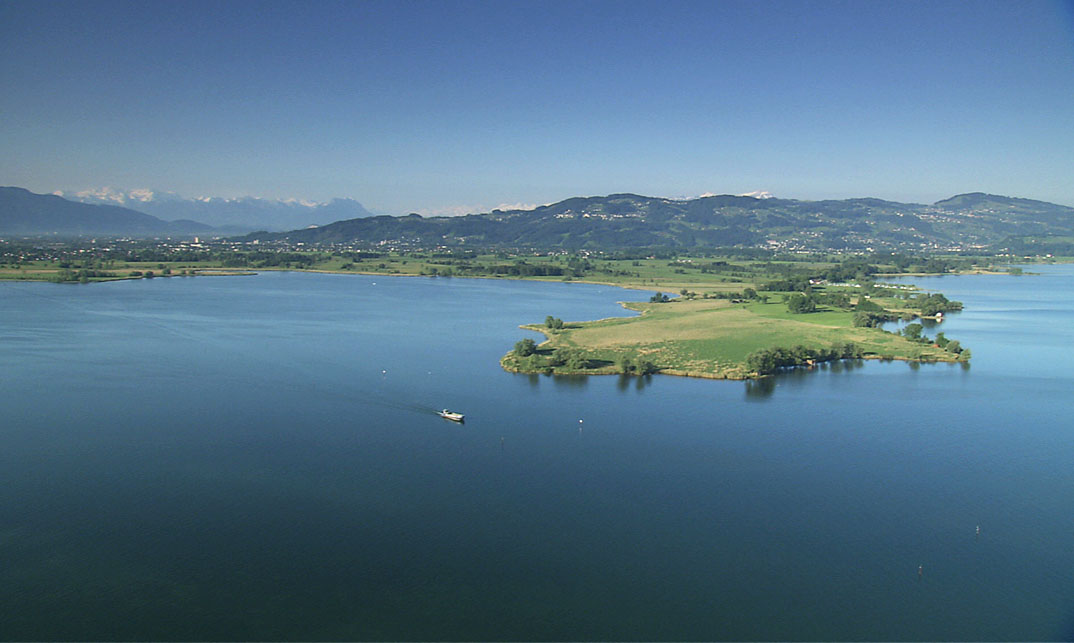
Rohrspitz, ein Teil des Rheindeltas

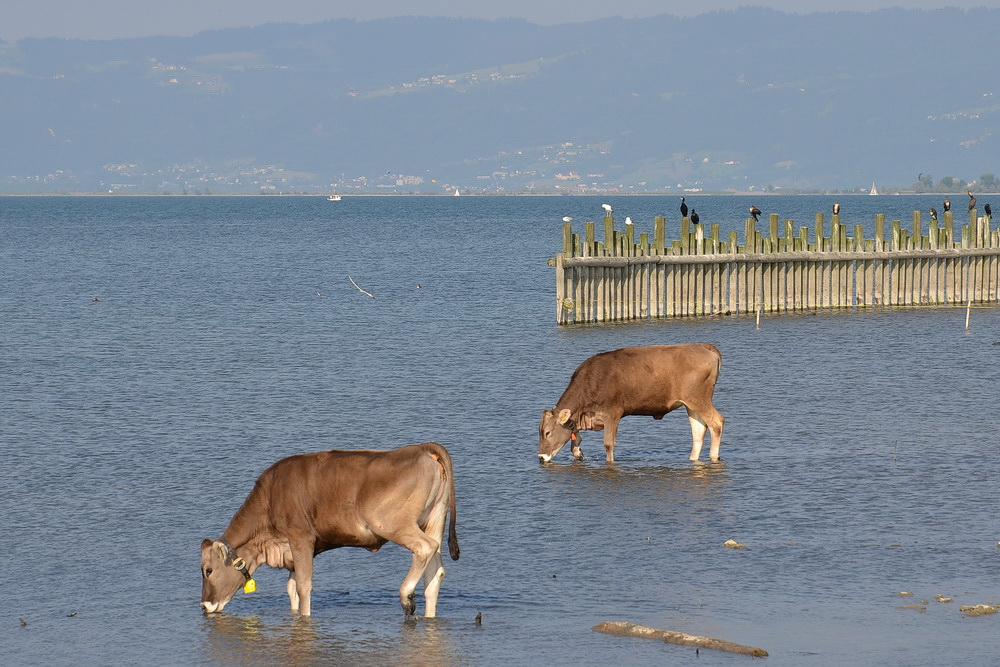
Der Rheinspitz in Gaißau wird seit Jahrhunderten beweidet.

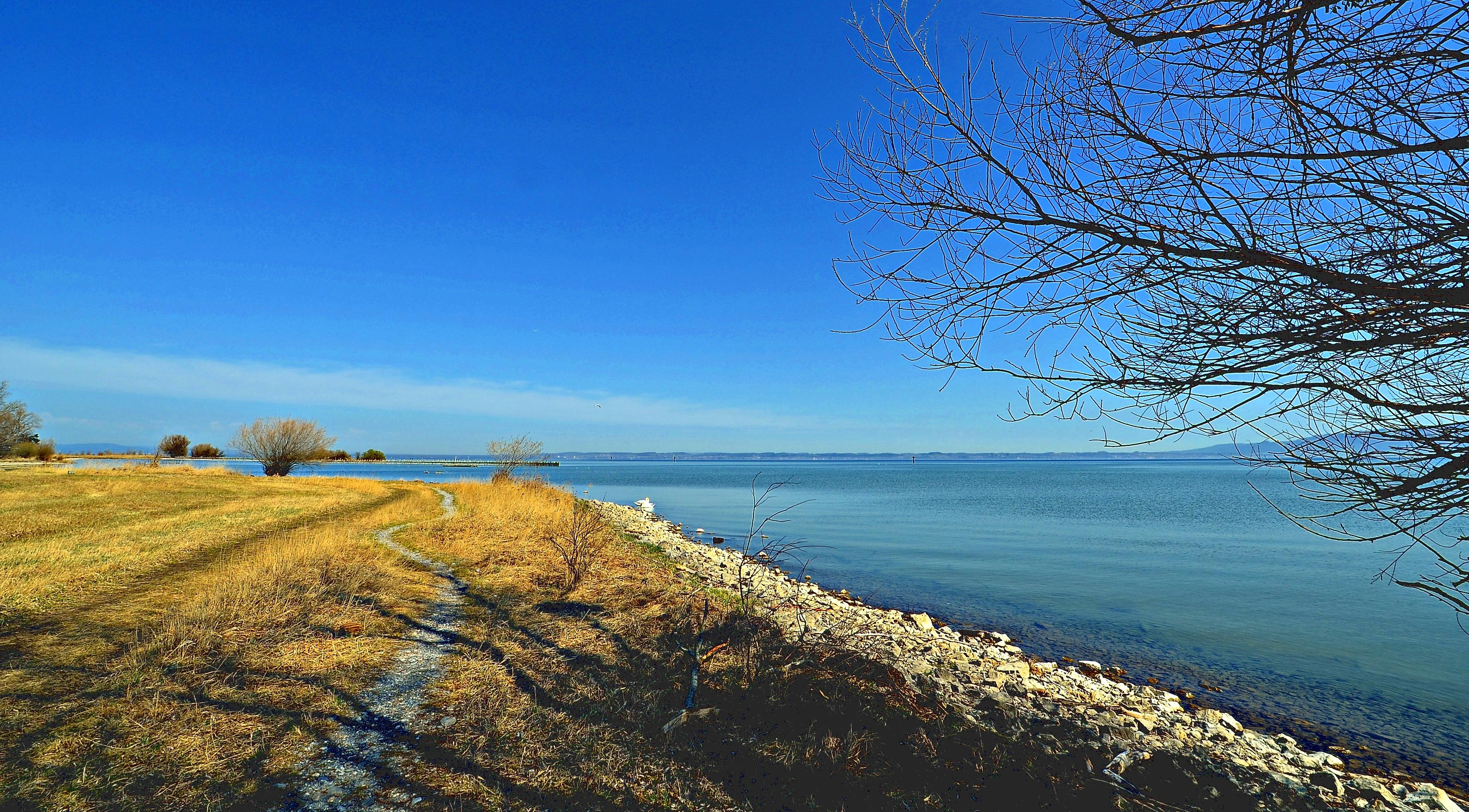
Landschaft am Rheinspitz

Das Delta des Alpenrheins bildet ein gemeinsames Deltagebiet mit den östlich anschließenden Deltas von Dornbirner Ach und Bregenzer Ach. Dieses Deltagebiet erstreckt sich über den gesamten Talbereich (im Uferbereich von Staad im Westen bis Bregenz im Osten). Im Norden bildet naturgemäß das derzeitige Bodenseeufer die Begrenzung, sofern man das sich unter der Seeoberfläche fortsetzende Delta außer Acht lässt. Die Begrenzung nach Süden hängt von der Feststellung des Verlaufs des Bodenseeufers nach dem Abschmelzen des Rheingletschers ab und dürfte mindestens einige Kilometer betragen. Der Anfang des 20. Jahrhunderts geschaffene Rheindurchstich zwischen Lustenau und Fußach ist kein ursprünglicher Deltaarm und verläuft in seinem unteren Abschnitt durch das Gebiet des historischen Dornbirner-Ach-Deltas. Nichtsdestoweniger verläuft die Hauptdeltabildung seitdem an der Mündung des Rheindurchstichs zwischen Fußach und Hard, und nicht mehr an der früheren Hauptmündung des nunmehrigen Alten Rheins. Wie der Rhein bei Lustenau, schmiegt sich der Alte Rhein eng an den westlichen Rheintalhang und bildet die Staatsgrenze zwischen Österreich und der Schweiz. Der Auwald auf der österreichischen Seite des Rheinspitz am alten Rhein wird als Rheinholz bezeichnet.

## Entwicklung
Nach dem Rückzug des Rheingletschers nach der letzten Kaltzeit bildete sich der Bodensee, der ursprünglich im Bereich des Rheintals weiter nach Süden reichte. Gleichzeitig begann an der Einmündung des Alpenrheins die Bildung des Deltas. Dieser Prozess hält bis heute an und ist Teil eines Vorgangs, der in mehreren tausend Jahren mit der völligen Verlandung des Bodensees abschließen würde.
Mit der Errichtung des Polderdammes (1956–1963), der Absenkung des Wasserspiegels durch die Pumpwerke, und der Rodung der Au- und Bruchwälder konnten seenahe Flächen intensiver landwirtschaftlich genutzt werden.

## Geschichte der Schutzgebiete im Rheindelta
Das Rheindelta ist das größte Feuchtbiotop-Schutzgebiet am Bodensee und reicht von der Uferzone in Altenrhein über den Rheinspitz über die Mündung des neuen Rheins bis zur Dornbirner Ach in Hard. Rund 2000 Hektar Flachwasser, Schilfröhrichte, Feuchtwiesen und Auwälder sind geschützt. Es ist außerdem ein europaweit bedeutendes Brut- und Rastgebiet für Vögel. Bis heute wurden 330 Vogelarten beobachtet. Auf österreichischer wie auch Schweizer Seite ist je ein Naturschutzgebiet ausgewiesen. Auf Schweizer Seite sind das Flachmoore, ein Auengebiet, Amphibienlaichgebiete von nationaler Bedeutung und das Wasser- und Zugvogelreservat von internationaler Bedeutung. In Vorarlberg ist das Europaschutzgebiet Rheindelta, es ist sowohl ein Natura-2000-Gebiet (Fauna-Flora-Habitat und Vogelschutz), sowie ein Ramsargebiet.

### Das Naturschutzgebiet Rheinau

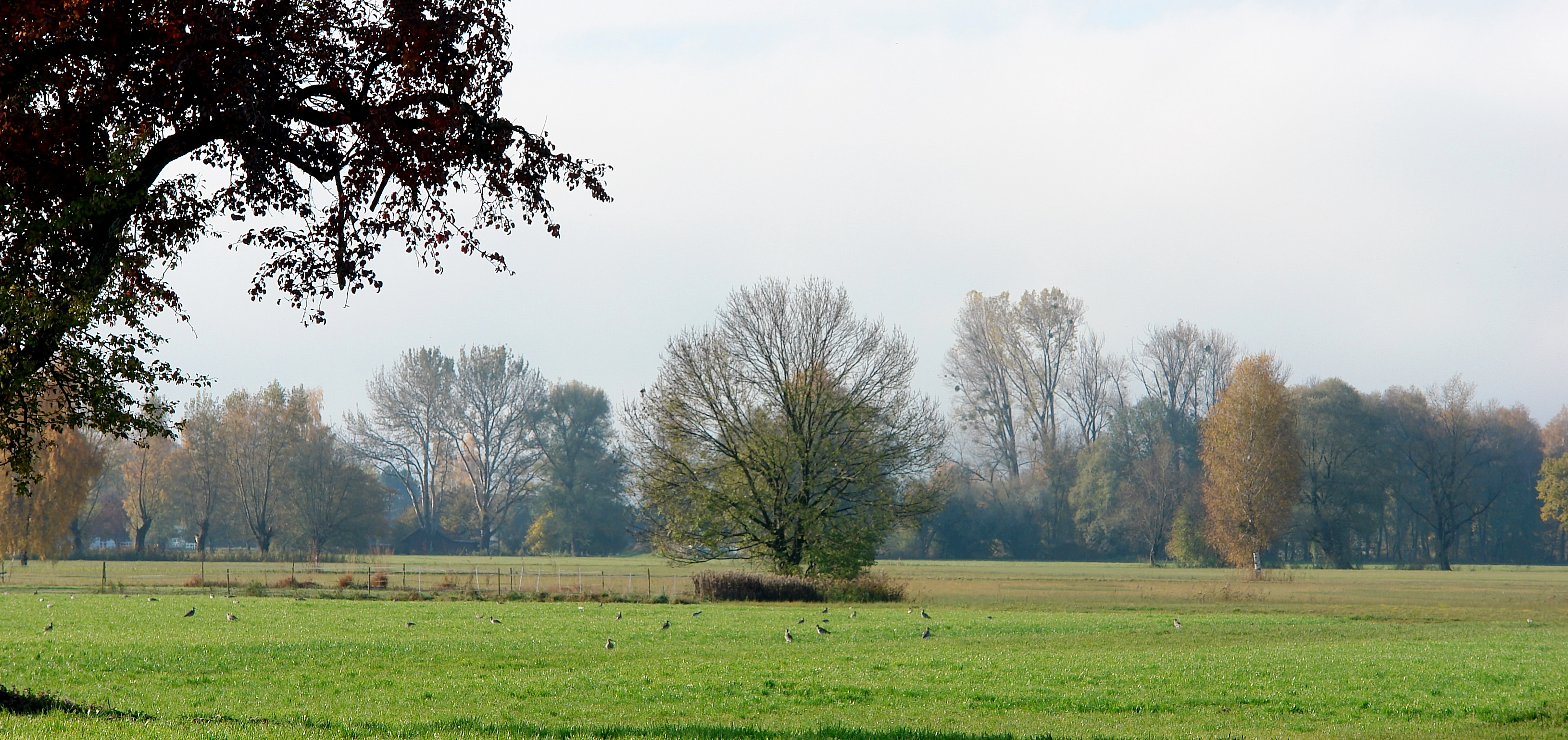
Extensiv landwirtschaftlich genutzte Flächen im Rheindelta. Im Vordergrund eine Gruppe nahrungssuchender Großer Brachvögel

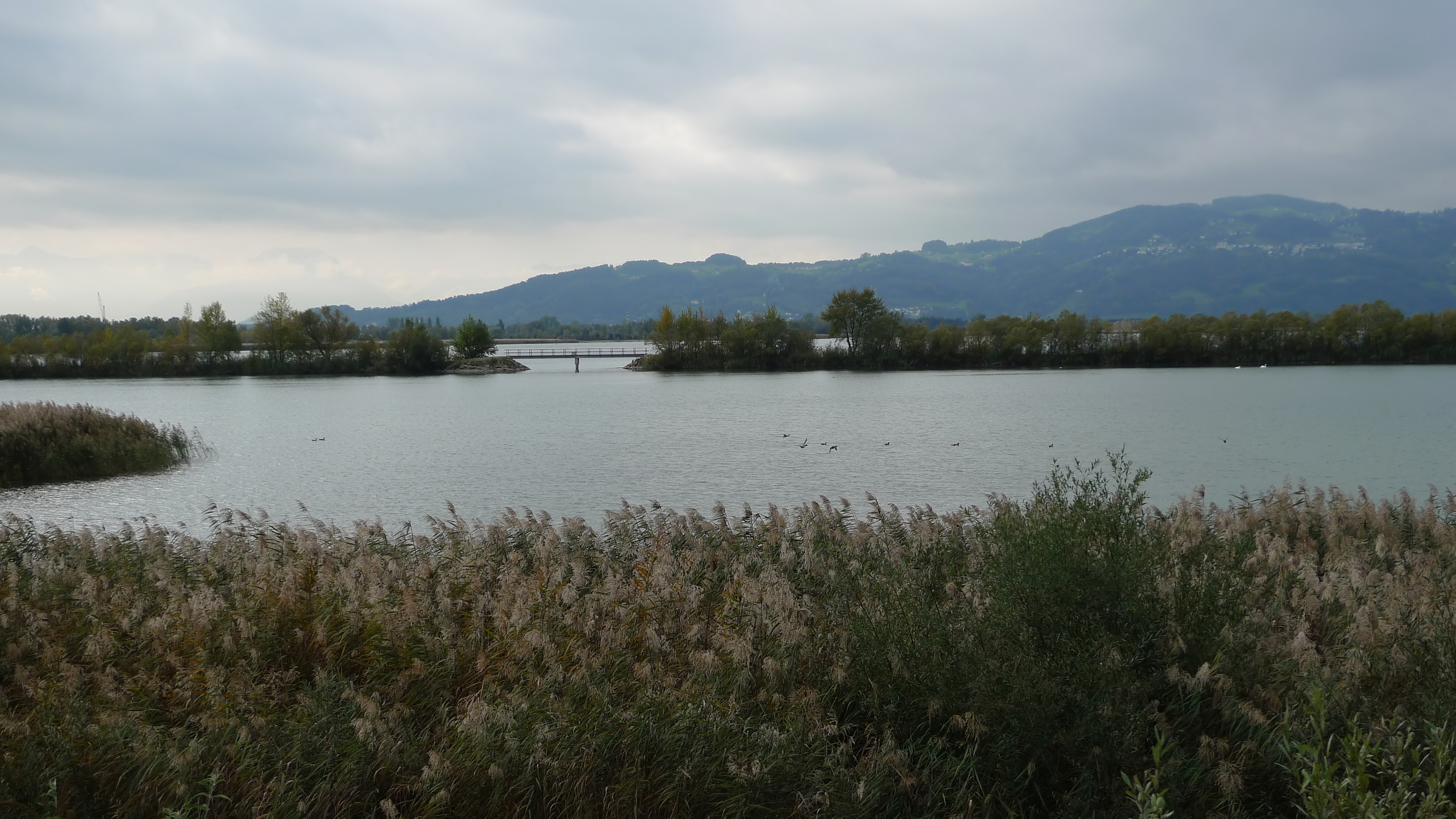
Rheindelta – Aquatische Landschaft links des Rheindammes

Schon vor dem Krieg waren die untersten Rheinauen stark bedrängt, in Vorarlberg mit den Industriezentren Höchst und Hard, in St. Gallen mit dem Bau der Dornier-Werke um 1920 und der Anlage des Flugplatzes Altenrhein.
Der heute als „Vater des österreichischen Naturschutzes“ geltende und als ständiger Vertreter der österreichischen Landesfachstellen für Naturschutz tätige Günther Schlesinger (1886–1945) hatte Vorarlbergs Auffassungen zu Natur und Jagdrecht noch 1936 als „rückständig“ bezeichnet: Alle als fischerei- oder jagdschädlich geltenden Tiere waren uneingeschränkter und schonungsloser Verfolgung ausgesetzt. Die so entstandene Liste wurde laufend um weitere „Räuber“ erweitert, und bis Mitte des 20. Jahrhunderts waren Wolf, Luchs, Wildkatze, Braunbär und Fischotter in Vorarlberg gänzlich ausgerottet.
1939 stellte Friedrich Lürzer, Forstmeister aus Bregenz, einen Antrag auf die Anwendung des Reichsnaturschutzgesetzes auf einer 750 ha großen Fläche am Bodenseeufer zwischen Alter und Neuer Rheinmündung und empfahl dringend, ein Schutzgebiet im Rheindelta auszuweisen, das „hinsichtlich des Landschaftsbildes und der Tierwelt eines der seltensten [Gebiete] Mitteleuropas“ war. Mitten im Zweiten Weltkrieg wurde am 21. August 1942 mit der Verordnung über die einstweilige Sicherstellung des Naturschutzgebiets Rheinau das Rheindelta seeseits des schon damals geplanten Polderdamms einschließlich eines ein Kilometer breiten Wasserstreifens und des Rheinholzes zum ersten Vorarlberger Schutzgebiet erklärt.
Außerdem schrieb die Seeuferschutzverordnung, die alle Seen Vorarlbergs und Tirols vor weiterer Verbauung und Privatisierung schützen sollte, vor:

„Innerhalb dieses Gebietes ist es verboten, das Landschaftsbild zu verändern, neue Entwässerungsanlagen, Badehütten und Weganlagen zu errichten, landwirtschaftliche Nutzung einschließlich des Rohrschnittes und der Viehweide in einem größeren als dem bisherigen Umfange auszuüben und Holzschlägerungen (außer im Rheinholz) durchzuführen.“
Nach dem Zweiten Weltkrieg gab es rege Debatten zur Übernahme der Seeuferschutzverordnung in das Vorarlberger Landesrecht. Die Bezirkshauptmannschaft Bregenz als untere Naturschutzbehörde und die Bodenseegemeinden Bregenz, Lochau und Hörbranz traten für die Beibehaltung ein. Hard, Höchst, Fußach und Gaißau waren dagegen, weil wirtschaftliche Nachteile und Eingriffe in die Eigentumsverhältnisse befürchtet wurden. 1949 wurde die Verordnung im Amtsblatt Nr. 33 für das Land Vorarlberg schließlich wieder verlautbart und sämtliche Gemeinden Vorarlbergs wurden aufgefordert, als Baubehörden für die Einhaltung der Seeuferschutzbestimmungen zu sorgen.
Ab Anfang der 1950er Jahre häuften sich am Bodensee die Ansuchen um Ausnahmebewilligungen für den Bau von Badehütten, Wochenendhäuschen, Campingplätzen, Fischerhütten und Geräteschuppen. Auch für die Anlage von Häfen, Lagerplätzen, die Entnahme von Kies oder Sand waren Ausnahmegenehmigungen von der Seeuferschutzverordnung erforderlich. 1957 beschloss die Vorarlberger Landesregierung schließlich, im Rheindelta keine Ausnahmebewilligungen mehr zu erteilen.

### Der Polderdamm

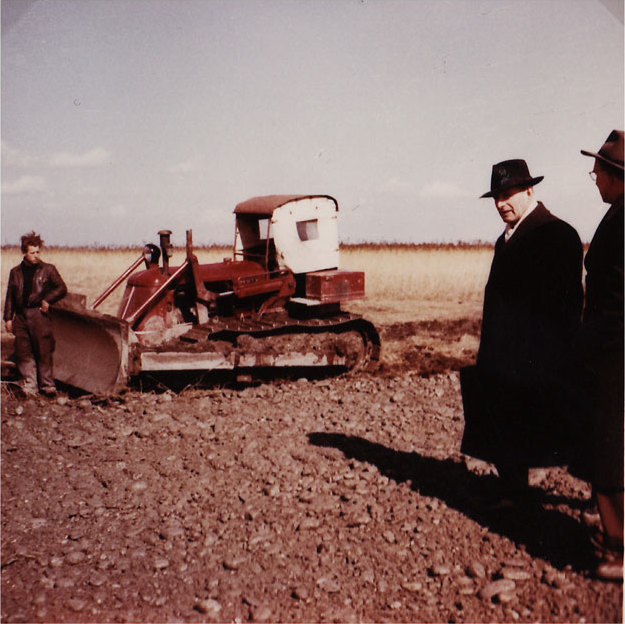
Bau des Polderdammes, Fußach 1959

Mit der Errichtung des Polderdammes (1956–1963), der Absenkung des Wasserspiegels durch die Pumpwerke und der Rodung der Au- und Bruchwälder konnten seenahe Flächen intensiver landwirtschaftlich genutzt werden. Befürworter der Eindeichung sahen darin „die Eroberung einer beträchtlichen Kornkammer“, Naturschützer hingegen wiesen schon bald auf die negativen Folgen des veränderten Grundwasserhaushalts hin und forderten, einen Teil der Feuchtwiesen unter Naturschutz zu stellen, um die Vielfalt der Pflanzen und Tiere zu erhalten.
1963 berichtet die Zeitschrift Schweizer Naturschutz unter dem Titel Das Rheindelta vor dem Untergang dass „das vogelreichste Gebiet in Mitteleuropa schon teilweise zerstört und in Bälde dem völligen Untergang geweiht ist, wenn es nicht gelingt, wenigstens Teile zu schützen.“ Ein Jahr später beschließt der WWF-International, das Rheindelta als Projekt mit besonderer Dringlichkeit in sein Tätigkeitsprogramm aufzunehmen.
Auch das Österreichische Institut für Naturschutz und Landschaftspflege äußert sich in einem Schreiben aus dem Jahr 1971 kritisch: „… nach übereinstimmender Ansicht in- und ausländischer Naturschutzexperten [gehört] das Vorarlberger Rheindelta zu den wertvollsten und zugleich schutzwürdigsten Gebieten Europas. Die Vorarlberger Landesregierung sollte daher die Arbeiten zur Absenkung des Grundwasserspiegels sofort einstellen lassen und ehestens alles in ihrer Macht stehende unternehmen, um eine wirksame Unterschutzstellung des Gebietes zu erreichen.“

### Das Vorarlberger Naturschutzgebiet Rheindelta

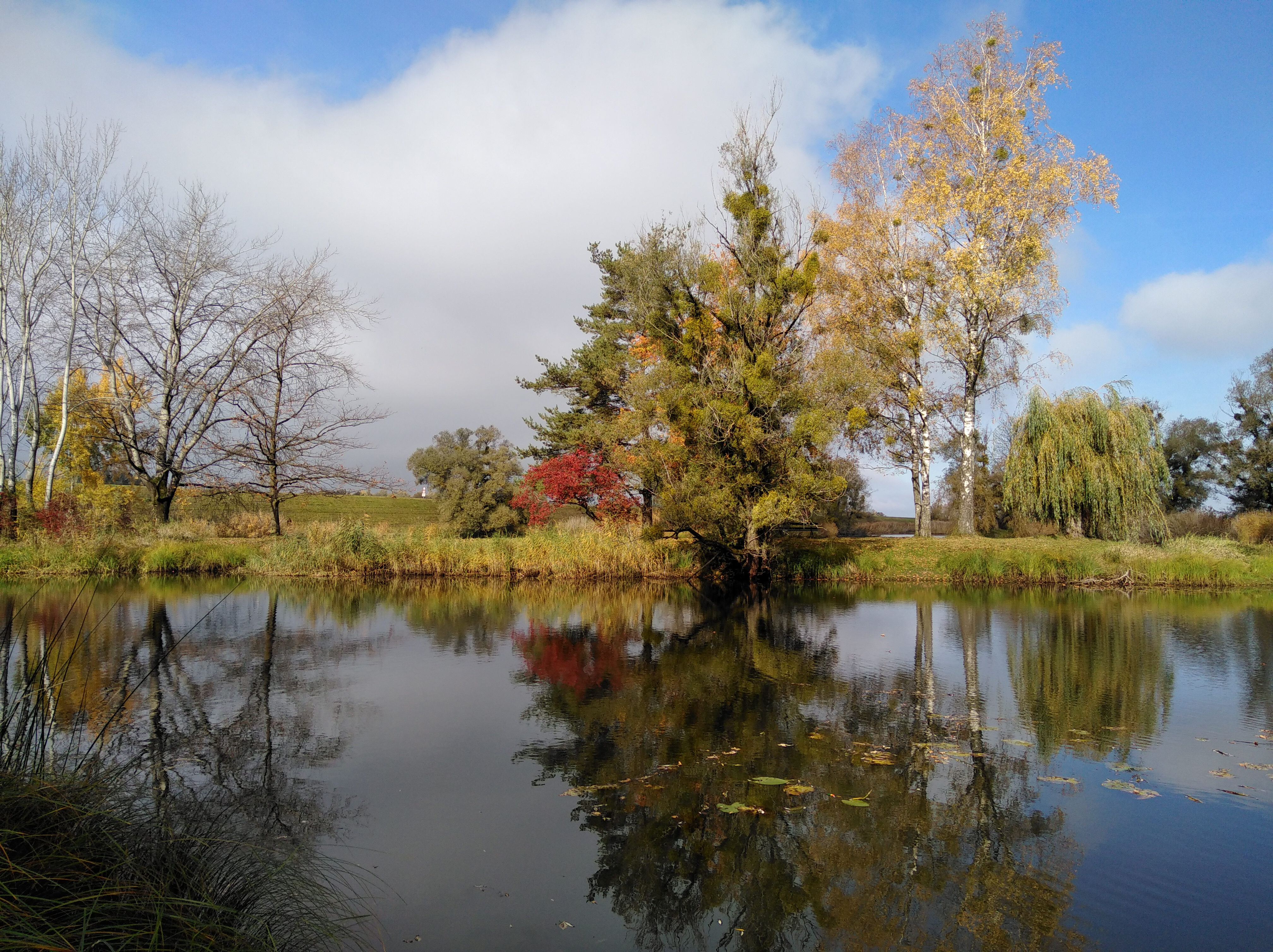
Schleienloch am Ostrand des Naturschutzgebietes Rheindelta

1976 erließ das Land Vorarlberg aufgrund der in Anlehnung an Naturschutzordnungen in Tirol und Niederösterreich von der Vorarlberger Fachstelle für Naturschutz vorbereiteten Entwurfs dann eine Schutzgebietsverordnung für ein Naturschutzgebiet die 1.972 Hektar Flachwasser, Schilfröhrichte, Feuchtwiesen und Auwälder sowie rund 250 ha Streuwiesen in Fußach und Höchst landseits des Polderdamms umfasste. Bis Anfang der 1990er Jahre war die Verordnung für die Flächen landseits des Polderdamms aber auf jeweils fünf Jahre befristet. Die Forderung, alle Flächen dauerhaft unter Schutz zu stellen, sowie die wertvollen Flachmoore des Gaißauer Riedes und der Speichenwiesen Höchst in das Naturschutzgebiet zu integrieren, scheiterten am Widerstand der Gemeinden. Ebenso wurde ein von Broggi 1981 gefordertes Landschaftsschutzgebiet als Pufferzone für das Naturschutzgebiet nicht realisiert. 1992 wurde erstmals eine Verordnung für die Dauer von zehn statt fünf Jahren erlassen, die seit 2002 unbefristet gilt.
Heute ist das Gebiet ein Europaschutzgebiet.

### Das St. Galler Naturschutzgebiet Altenrhein
Zwischen dem Dorf Altenrhein und der Mündung des Alten Rheins liegt das kleine Naturschutzgebiet Altenrhein mit einer Fläche von 28 Hektar.
Auch hier wurden bis in die 1975er Riedwiesen planiert und als Baugrund benutzt. Zusätzlicher Druck entstand durch die Schweizer Autobahn A13, die bis an den Alten Rhein wenige hundert Meter vom Seeufer entfernt trassiert ist. Ein richtungweisender Spruch des Bundesgerichts in Lausanne stellt aber allen Grund unter Seeuferschutz.

### Internationale Abkommen
Seit 16. Dezember 1982 steht das Rheindelta unter dem Schutz der Ramsar-Konvention für Feuchtschutzgebiete (Ramsar-Gebiet Rheindelta Nr. 275, 2065 Hektar).
2003 wurde das Rheindelta zum Schutz der wertvollsten europäischen Arten und Lebensräume und dem Erhalt der biologischen Vielfalt (Biodiversität) in die Liste der Natura-2000-Gebiete gemäß der Vogelschutz- wie auch der FFH-Richtlinie der EU aufgenommen (AT3402000).

## Rheindamm und Rheinmündung

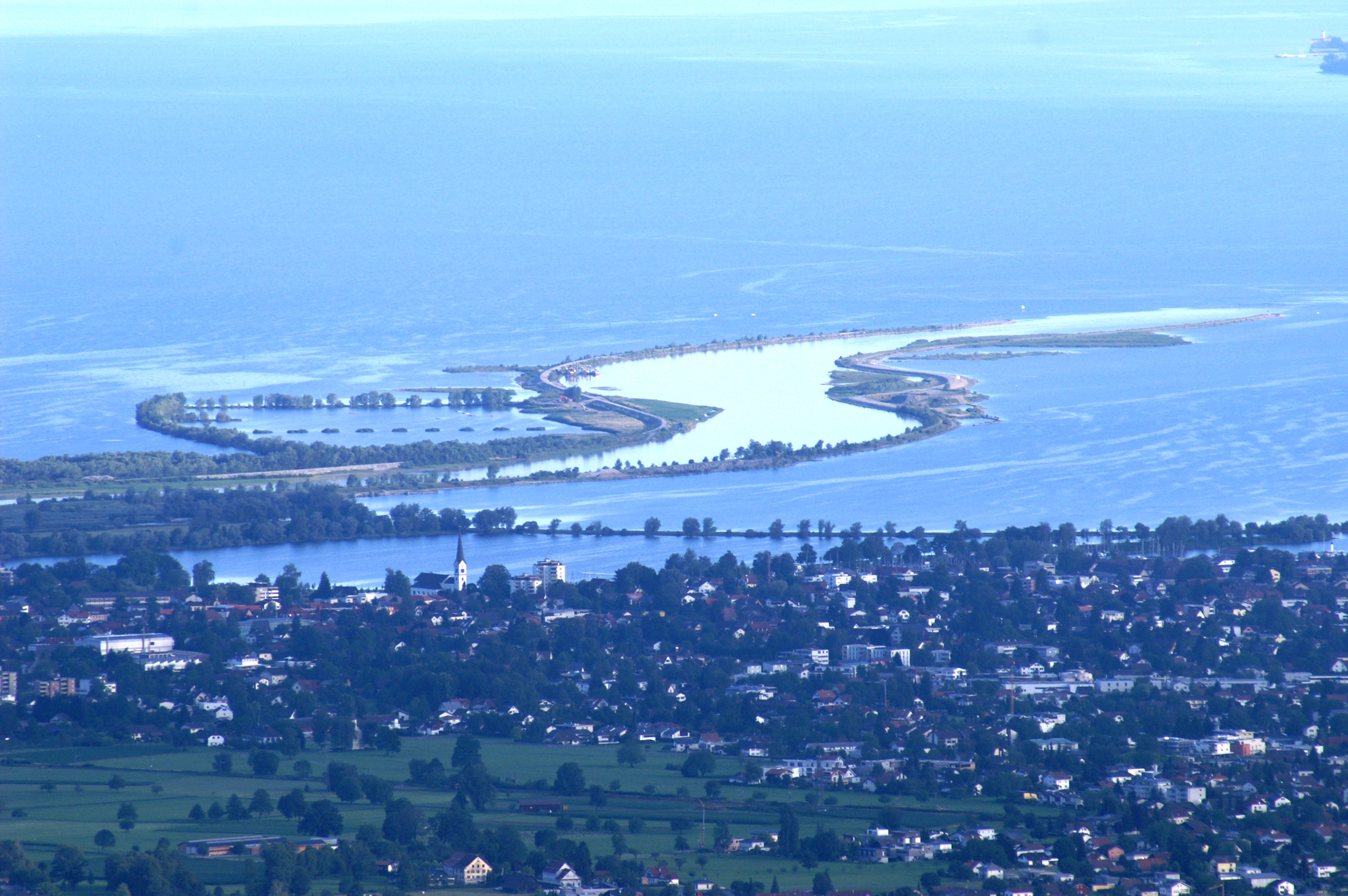
Rhein-Mündung bei Hard Blick von der Bödelestrasse

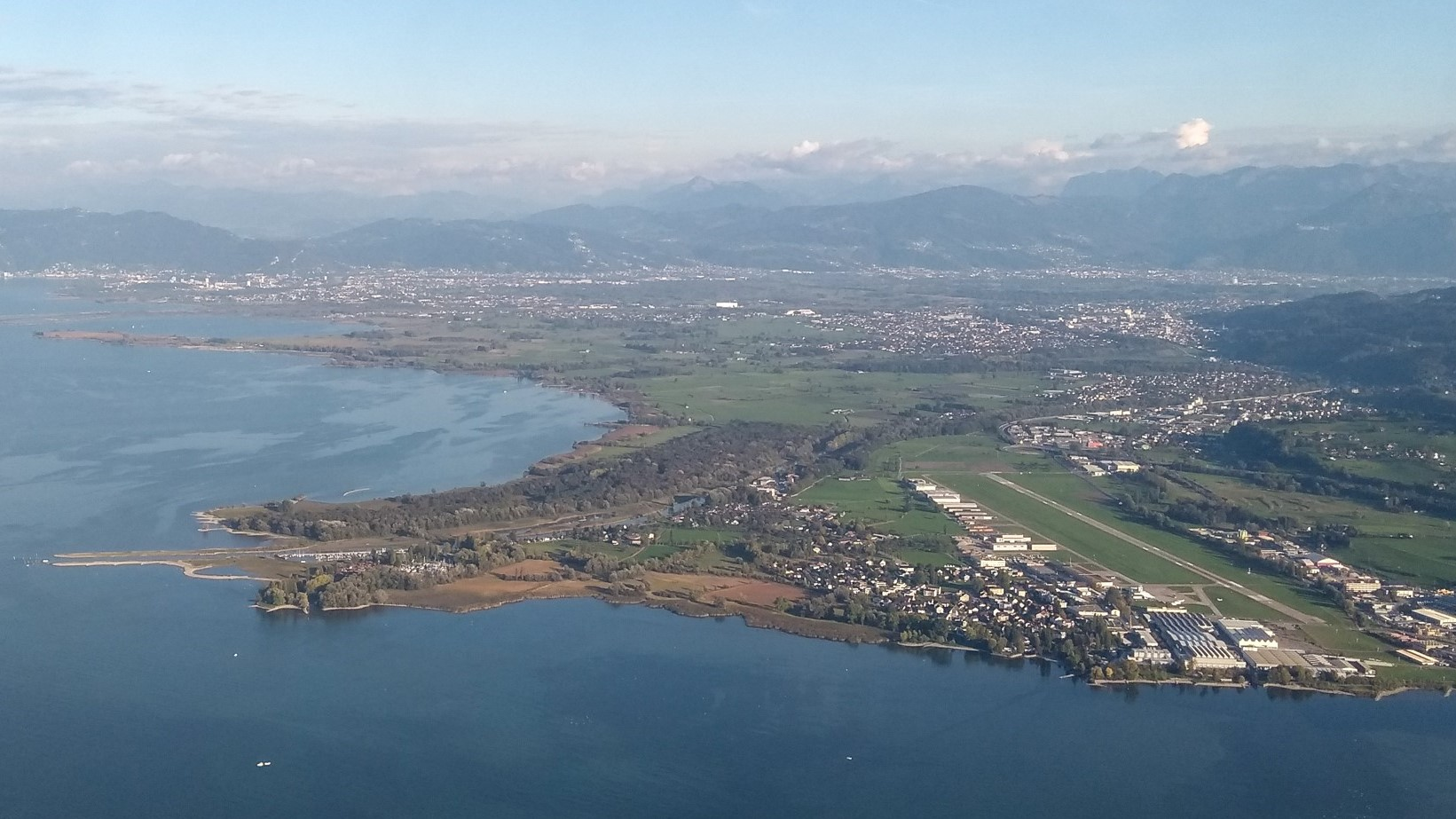
Blick von Westen auf die Mündung des Alten Rheins im Rheinspitz. Rechts: Altenrhein mit Flugplatz

Die Mündung des Alpenrheins wurde vom Flachwasserbereich seewärts bis zum Steilabfall des Seeufers, der Halde, verlegt. Dazu wurde seit den 1970er-Jahren ein S-förmiger rund 5 Kilometer langer Damm errichtet, der die Sedimentmassen in die tieferen Bereiche des Bodensees führt.